# Rimac Nevera
Rimac Nevera – elektryczny hipersamochód produkowany pod chorwacką marką Rimac od 2021 roku

## Historia i opis modelu

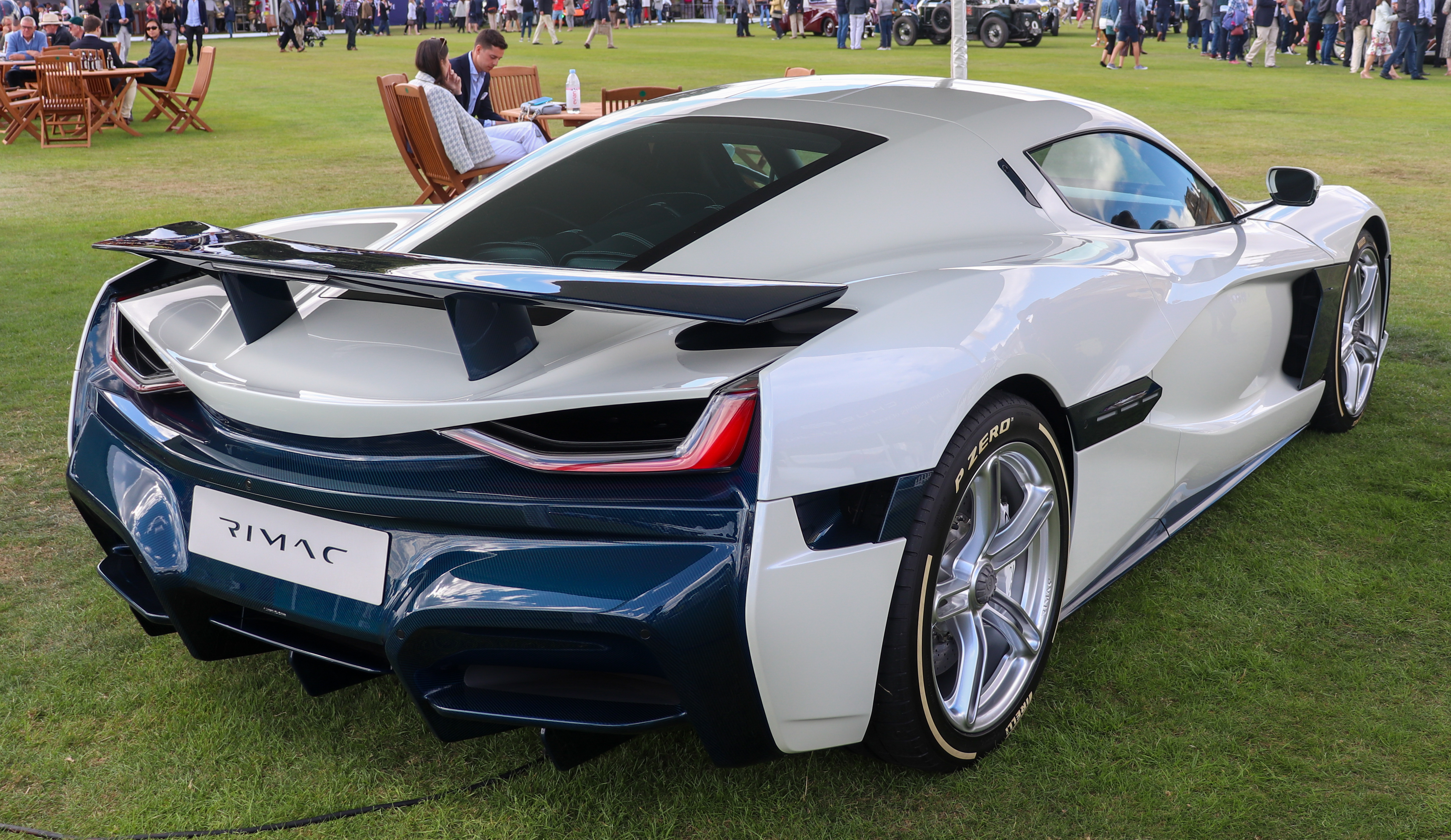
Rimac Nevera - tył

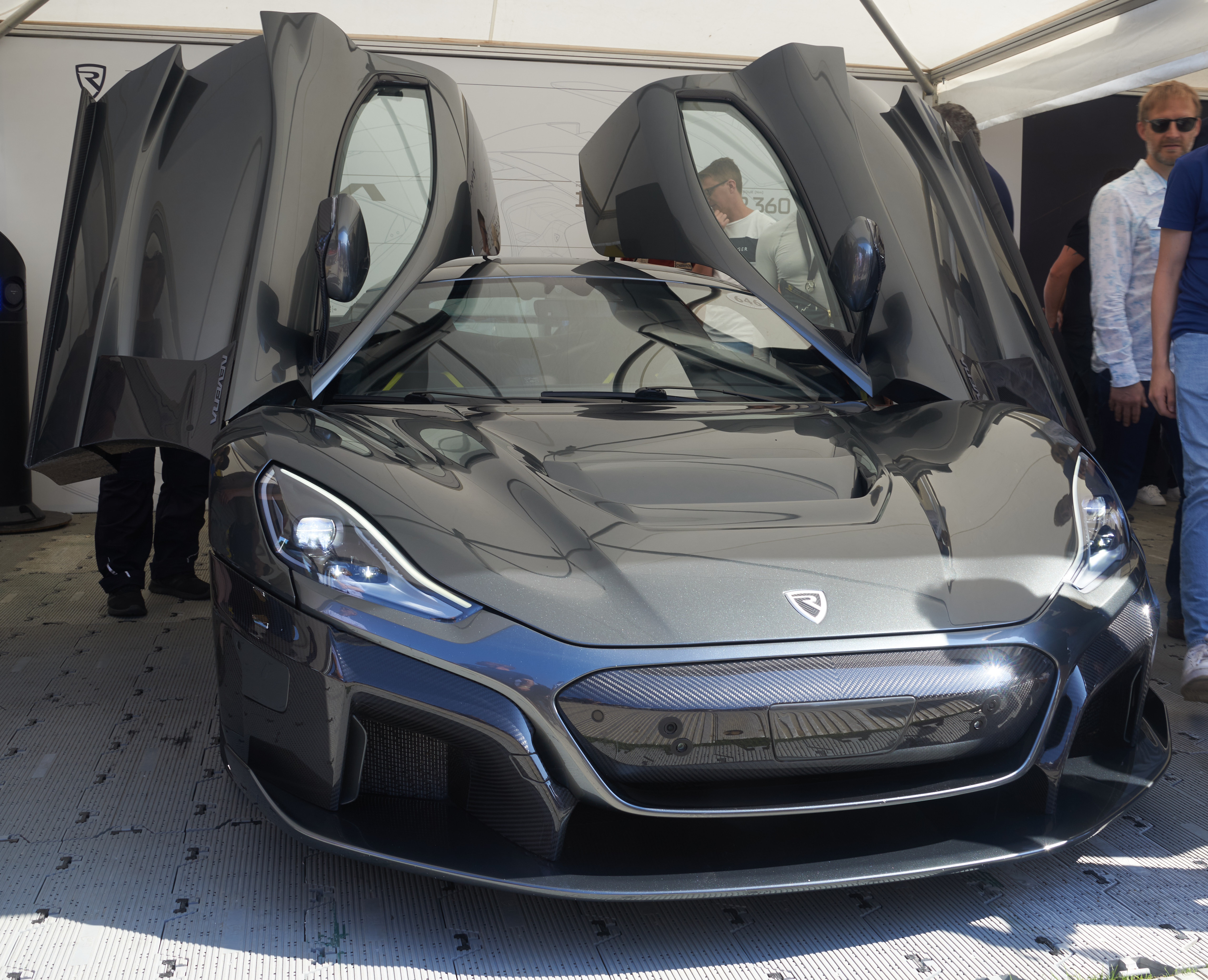
Rimac Nevera podczas Goodwood Festival of Speed 2021

Podczas wystawy samochodowej Geneva Motor Show w marcu 2018 roku chorwacki producent elektrycznych supersamochodów przedstawił studyjną zapowiedź nowej generacji modelu o nazwie Rimac C_Two. Pojazd powstał jako studyjna zapowiedź następcy pierwszej seryjnej konstrukcji, Rimaca Concept One, zwiastując koncepcję produkcyjnego modelu zarówno pod kątem stylistyki jak i parametrów układu napędowego.
Produkcyjny model będący rozwinięciem koncepcji studium C_Two został przedstawiony 3 lata później, w czerwcu 2021 roku, zyskując nazwę Rimac Nevera jako ostateczna, produkcyjna wariacja na temat C_Two. Pod kątem wizualnym samochód w obszernym zakresie odtworzył projekt stylistyczny prototypu C_Two, który podobnie jak w jego przypadku był nadzorowany przez głównego stylistę firmy, Adriano Mudriego. 
Agresywnie stylizowany pas przedni zyskał reflektory wykonane w technologii LED, a także obszerne wloty powietrza w przednich i bocznych panelach nadwozia wraz z dużym tylnym spojlerem. Dwudrzwiowe nadwozie typu coupe charakteryzuje się podnoszonymi do góry drzwiami.

### Nevera R
W sierpniu 2024 Rimac przedstawił wyczynową, sportową odmianę specjalną o nazwie Nevera R. Przeszła one głębokie modyfikacje wizualne i techniczne, poczynając od przeprojektowanego pasa przedniego z innym, wydłużającym nadwozie zderzakiem, a także obszerniejszymi wlotami powietrza, masywniejszymi nadkolami, przemodelowanym dyfuzorem i wyższym spojlerem. 1989-konny układ napędowy pozwolił na rozpędzenie się maksymalnie do 412 km/h, a limitowaną serię ograniczono do 40 egzemplarzy.

### Sprzedaż
Podobnie jak w przypadku poprzednika, Rimac Nevera został skonstruowany docelowo jako pojazd ściśle limitowany. Poczynając od 2021 roku, w nowych zakładach produkcyjnych firmy w chorwackim miasteczku Veliko Trgovišće na przedmieściach Zagrzebia zaplanowano wyprodukowanie do 150 egzemplarzy. Cena każdego z nich została określona na 2 miliony euro. Pierwsza sztuka Nevery została wyprodukowana w sierpniu 2021 z przeznaczeniem do m.in. testów dla mediów motoryzacyjnych. W maju 2024 Mate Rimac przyznał, że Nevera odniosła rynkową porażkę. W ciągu niespełna 3 lat firma zbudowała zaledwie 50 z planowanych 150 sztuk, za niezadowalający popyt winiąc m.in. upodobania nabywców supersamochodów, przywiązanych do tradycyjnych silników spalinowych, a także utratę aury ekskluzywności wokół elektrycznych napędów.

### Dane techniczne
Układ napędowy Rimaca Nevery to efekt prac konstrukcyjnych, których wczesne stadium obrazował prototyp C_Two z 2018 roku. Samochód napędzany jest czterema silnikami elektrycznymi generującymi moc na każde z kół, rozwijając łączną moc 1914 KM i 2360 Nm maksymalnego momentu obrotowego. Sprint od 0 do 100 km/h zajmuje 1,9 sekundy, a prędkość maksymalna wynosi 412 km/h. Parametry te pozwoliły Neverze ustanowić nowy rekord w wyścigu na 1/4 mili, czyniąc ją najszybszym samochodem w tej konkurencji.
Bateria w Rimacu Nevera charakteryzuje się pojemnością 120 kWh, która pozwala przejechać na jednym ładowaniu maksymalnie 550 kilometrów. Ogniwa litowo-manganowo-niklowe można ładować z maksymalną mocą 500 kW, która umożliwia uzupełnić do 80% stanów akumulatora w 20 minut.